# GRB 050509B
GRB 050509b è un lampo gamma osservato dal telescopio spaziale Swift il 9 maggio 2005, in direzione della costellazione della Chioma di Berenice.
La sua importanza scientifica risiede nel fatto che fu il primo caso di lampo breve a cui si riuscì ad associare, con sufficiente approssimazione, una sorgente. Si ritiene infatti che il lampo si sia generato in una galassia ellittica caratterizzata da un valore di spostamento verso il rosso di 0,225 e situata quindi (secondo i modelli cosmologici più generalmente condivisi) a circa 8 miliardi di anni luce, una distanza particolarmente bassa rispetto ai valori fino ad allora misurati per i lampi lunghi.
Questa associazione rafforzò l'ipotesi che i lampi brevi siano generati da eventi di collasso di due stelle di neutroni o di una stella a neutroni con un buco nero, mentre i lampi più prolungati siano dovuti al collasso di singole stelle che prelude alla fase di supernova, in quanto i secondi eventi sono più comuni in galassie giovani, mentre i primi in galassie vecchie poiché è necessario che trascorra tempo a sufficienza per poter generare gli oggetti coinvolti nell'evento.
La successiva individuazione di altri lampi gamma con l'identificazione della sorgente ha sempre confermato l'ipotesi con l'eccezione di alcuni casi chiamati lampi ibridi.